# Práxia global
Praxia global é a colocação em ação simultânea de grupos musculares diferentes, com vistas à execução de movimentos amplos e voluntários, envolvendo principalmente o trabalho de membros inferiores, superiores e do tronco